# Jitka Anlaufová
Jitka Anlaufová (* 22. června 1962 Příbram) je česká abstraktní malířka.

## Životopis
Absolvovala střední průmyslovou školu strojní v Příbrami, avšak krátce poté se přihlásila na Výtvarnou školu Václava Hollara. Po jejím ukončení byla přijata na Akademii výtvarných umění v Praze. Zde studovala v letech 1986–1989 v ateliéru monumentální malby u profesora Radomíra Koláře, v letech 1989–1990 v intermediálním ateliéru profesora Milana Knížáka a konečně v letech 1990–1992 v ateliéru krajinářské malby u profesora Františka Hodonského. Od počátku devadesátých let se plně věnuje abstraktní malbě a prezentuje své obrazy v rámci společných i samostatných výstav v galeriích nejen v České republice, ale i v zahraničí. Pracuje také s fotografií a digitální grafikou.
V letech 1992–2006 byla opakovaně podpořena švýcarskou Nadací Jana a Milan Jelínek. Od roku 1993 spolupracuje s Galerií VIA ART v Praze. V posledních letech spolupracovala na přípravě samostatných i společných výstav s kurátorkou Věrou Jirousovou. Žije a pracuje v Praze.

## Tvorba
Jitka Anlaufová patří k přelomové generaci absolventů Akademie výtvarných umění, kteří nastoupili na českou uměleckou scénu na počátku 90. let 20. století, ve složité „porevoluční“ době. Její dosavadní malířská práce je zaměřená na ryzí témata abstraktní malby. V průběhu devadesátých let tato malířka vytvořila řadu obrazů, v nichž soustředěně a velmi důsledně pracuje s abstraktní geometrickou formou, biopozitivními vlastnostmi různorodých struktur organické hmoty a energií horizontálních a vertikálních pásů monochromní malby.
V současné době Jitka Anlaufová ve svých obrazech navazuje na středoevropskou tradici duchovně orientované abstraktní malby, která zkoumá a prostřednictvím malířské tvorby rozvíjí abstraktní formy, vycházející ze strukturální povahy živé hmoty. Tyto obrazy umožňují nahlédnout do dalších vrstev a dimenzí reality, v nichž se člověk orientuje s pomocí intuice a citlivosti pro procesy živých organismů a planetární příběh fylogenese. Malba Jitky Anlaufové spojuje původně neoddělenou zkušenost vizuálního a intuitivního komplexního vnímání, z něhož se jako ze zdroje tvoření rodí nové formy, které naplňují možnosti personální kreativity. Při realizaci svých malířských prací, otvírajících svět virtuálních možností kreativity, prokazuje autorka schopnost komunikovat s prostředím kultury.

## Společné výstavy
- 1990 – Studentská výstava, Vídeň, Rakousko
- 1991 – Artparty, Nijmegen, Holandsko
- 1991 – Výstava AVU, U Hybernů, Praha, Československo
- 1992 – Výstava diplomantů, Konírna trojského zámku, Praha, Československo
- 1992 – Istropolitana, Galerie M+, Bratislava, Slovensko
- 1993 – Future, Praha, Česko
- 1993 – projekt Art Attack, Praha, Česko
- 1993 – Kriterion 93, Mánes, Praha, Česko
- 1994 – Výstava AVU, Düsseldorf, Německo
- 1995 – Dominion Dům, projekt Art Attack, Arlington, Virginia, USA
- 1995 – Příbramští umělci, Horn, Holandsko
- 1996 – Litografické sympozium – zámek Sigharting, galerie Univerzity v Pasově, Německo
- 1996 – Svárov 96, Svárov, Česko
- 1997 – Sheffield – Praha, City Muzeum and Mappin Art Gallery, Sheffield, Anglie
- 1997 – I. zlínský salón mladých, Zlín, Česko
- 1997 – Kámen a čas – sympozium, Galerie Langenfeld, Tyrolsko, Rakousko
- 1998 – Na hranici, Novoměstská radnice, Praha, Česko
- 1999 – Neplánované spojení, Stipendisté Nadace Jana a Milan Jelínek, Mánes, Praha, Česko
- 1999 – Kolorizmus, Galerie výtvarného umění v Litoměřicích, Česko
- 2000 – VIA 2000, galerie VIA ART, Praha, Česko
- 2004 – Konfrontace, Kulturní středisko Dobříš, Česko
- 2005 – Místa paměti – mezinárodní umělecké sympozium, Galerie Šternberk a Galerie G, Olomouc, Česko
- 2005 – Salon de Arte Digital, Maracaibo, Venezuela
- 2006 – Spřízněni…, Nadace Jana a Milan Jelínek, Národní galerie – Veletržní palác, Praha, Česko
- 2007 – Sympozium Krajina Ústeckého kraje, Galerie XXL, Louny, Česko
- 2008 – Lidická galerie, Lidice, Česko
- 2009 – Hluboká tajemnost TAO, Galerie pod věží, Třeboň, Česko
- 2009–2010 – Topičův salon, Praha, Česko

## Samostatné výstavy
- 1991 – Junior Klub, Příbram, Česko
- 1993 – Galerie VIA ART, Praha, Česko
- 1994 – Galerie VIA ART, Praha, Česko
- 1994 – Galerie ART Line, Haag, s prof. Františkem Hodonským, Holandsko
- 1994 – Restaurace Mánes (s Eliškou Jakubíčkovou), Praha, Česko
- 1995 – Galerie Zámeček, Příbram, Česko, s T. Hlavinou
- 1995 – Galerie VIA ART, Praha, Česko, s V. Hanušem
- 1997 – Galerie VIA ART, Praha, Česko
- 1999 – Galerie Nova, Praha, Česko
- 2001 – Galerie VIA ART, Praha, Česko
- 2004 – V prostoru, Galerie Šternberk, Šternberk, Česko
- 2004 – Místa, Galerie XXL, Louny, Česko
- 2005 – …na papíře, Galerie Jána Šmoka, SUŠG, Jihlava, Česko
- 2005 – Meziprostor, Galerie Atrium na Žižkově, Praha, Česko
- 2006 – Výstavní síň Divadla Oskara Nedbala Tábor, Česko
- 2006 – Divadlo Viola, Praha, Česko
- 2007 – Podzimní…, Horácké divadlo Jihlava, Galerie v suterénu, Jihlava, Česko
- 2011 – Bílé květy, Mladá Boleslav, Galerie Templ, Česko

## Jiné aktivity
- 1988 – Studijní pobyt Akademie výtvarných umění v Petrohradu, Rusko
- 1990 – Stipendijní pobyt Akademie výtvarných umění Pietro Vannuci, Perugia, Itálie
- 1991 – Mezinárodní umělecké sympozium, Montpelier, Francie
- 1993 – Stipendium malíře Čeňka Pražáka, Švýcarsko
- 1995 – Litografické sympozium Bez hranic, na zámku Sigharting, Rakousko
- 1997 – Mezinárodní umělecké sympozium Kámen a čas, Langenfeld-Burgstein, Oetzal-Tyrol, Rakousko
- 1998 – Mezinárodní umělecké sympozium Na hranici, Hrutkov, Jindřichův Hradec, Česko
- 2005 – Mezinárodní umělecké sympozium Místa paměti, Augustiniánský klášter ve Šternberku, Česko
- 2006 – Rezidenční pobyt ve Vile Paula, Klenová, Česko
- 2007 – Sympozium Krajina Ústeckého kraje, Smolnice, Česko

## Ocenění
- 2003 – Grant nadace The Pollock-Krasner Foundation, USA

## Zastoupení
- Sbírka moderního a současného umění Národní galerie v Praze, dar Nadace Jana a Milan Jelínek
- Soukromé sbírky v zahraničí a v České republice